# Ammocryptocharax minutus
Ammocryptocharax minutus es una especie de pez de la familia Crenuchidae en el orden de los Characiformes.

## Morfología
Los machos pueden llegar alcanzar los 2 cm de longitud total.

## Hábitat
Vive en zonas de clima tropical. entre 22 °C - 26 °C de temperatura.

## Distribución geográfica
Se encuentran en Sudamérica:  cuencas de los ríos  Negro, Orinoco y  Amazonas.